# Montrem
Montrem är en kommun i departementet Dordogne i regionen Nouvelle-Aquitaine i sydvästra Frankrike. Kommunen ligger i kantonen Saint-Astier som tillhör arrondissementet Périgueux. År 2022 hade Montrem 1 203 invånare.

## Befolkningsutveckling
Antalet invånare i kommunen Montrem
Referens:INSEE